# Живописная улица (Москва)
Живопи́сная у́лица — улица на северо-западе Москвы в районах Хорошёво-Мнёвники и Щукино Северо-Западного административного округа, находится между проспектом Маршала Жукова и Новощукинской улицей и проходит параллельно каналу Хорошёвского спрямления, а затем Москва-реке.

## Происхождение названия
Название присвоено в 1958 году по живописному рельефу местности берега Москва-реки, где пролегла улица.

## Расположение
Живописная улица начинается от проспекта Маршала Жукова у начала Серебряноборской эстакады, проходит на север параллельно набережной Новикова-Прибоя, пересекает улицы Маршала Тухачевского и Паршина, затем справа от неё отходят улицы Берзарина, Рогова и Академика Бочвара, закачивается на Новощукинской улице у Строгинского моста.

## Транспорт
На улице находится трамвайная конечная станция «Проспект Маршала Жукова» маршрутов 28, 31. Также по улице проходят автобусы 26, 60, 155, 253, 345. Станция метро  Щукинская — в 1 км от конца улицы,  Народное Ополчение — в 2 км от её начала.

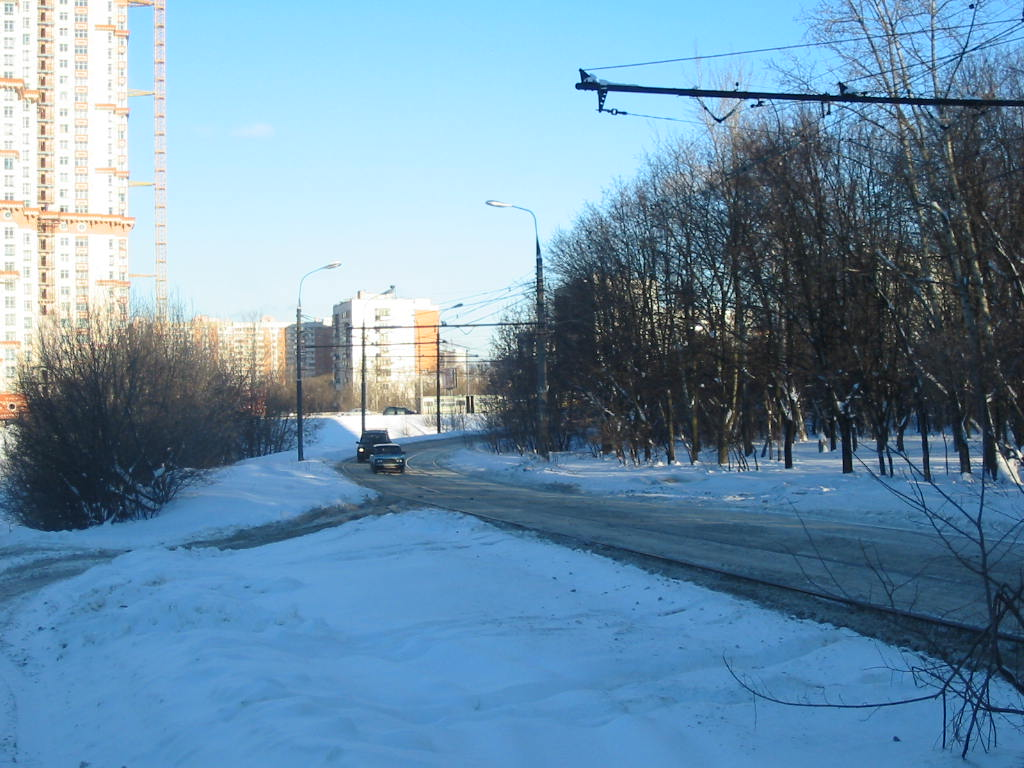
Северный конец Живописной улицы до прокладки проезжей части (фото 2003)

До июля 2012 года на северном конце улицы, на участке от улицы Академика Бочвара до Новощукинской проходили только трамвайные пути, автомобильного движения не было. В настоящее время на этом участке организовано одностороннее движение в сторону улицы Академика Бочвара.

### Перспективы
Возле пересечения улицы с улицей Паршина после 2025 года появится станция метро Серебряный Бор.

## Примечательные здания и сооружения

### Нечётная сторона
- № 11, кор. 1 — Гимназия № 1517.
- владение 21 — участок, находящийся обособленно от самой улицы; территория между улицей и Москвой-рекой выделена в зону охраняемого природного ландшафта. Несмотря на это, московские власти планируют здесь плотную высотную застройку.

### Чётная сторона
- № 4, корп. 4 — жилой дом. Здесь жил дирижёр, скрипач Юрий Файер[1].
- № 12 — жилой дом. Здесь жил театральный режиссёр Андрей Гончаров[2].
- № 28 корп. 1 — действующий православный храм вмч. Георгия Победоносца при УМЦ ГО и ЧС. Церковь построена в 2006 г. по проекту заслуженного архитектора РФ А. Н. Оболенского в стиле Владимиро-Суздальского храмового зодчества XII в.
- № 32 — Школа № 1210 (второе здание) с углублённым изучением английского языка. Бывшая школа № 92.
- № 52 — жилой дом для сотрудников Всесоюзной Государственной инспекции (архитектор В. И. Яковлев)[3]. Здесь жили биофизик Г. М. Франк[4] и его брат, физик, лауреат Нобелевской премии И. М. Франк[5].